# Everyman (romanzo)
Everyman è un romanzo dello scrittore statunitense Philip Roth, pubblicato nel 2006. Il titolo è tratto da un anonimo morality play quattrocentesco, un classico della prima drammaturgia inglese, che ha per tema la chiamata di tutti i viventi alla morte.

## Trama
Il romanzo si apre con il funerale del protagonista (di cui non si sa il nome) e i vari parenti e amici ne ricordano la vita secondo il tradizionale rito ebraico. Il narratore ci porta a ripercorrere la storia del protagonisti e tutti i suoi incontri avuti con la morte. Quando da bambino fu operato per un'ernia, quando col fratello ritrovarono il corpo di un soldato tedesco. Il romanzo racconta l'incontro di un uomo con la propria mortalità, infatti la vita del protagonista ci è raccontata sia tramite i suoi avvenimenti più importanti (la giovinezza, i matrimoni, il tradimento della seconda moglie) sia tramite morte di personaggi e le diverse esperienze ospedaliere del protagonista.

## Edizioni italiane
- Philip Roth, Everyman, traduzione di Vincenzo Mantovani, Torino, Einaudi (Supercoralli), 2008, ISBN 978-8806192228.